# Minimalny poziom piętrzenia
Minimalny poziom piętrzenia – najniższy poziom zwierciadła spiętrzonej wody umożliwiający prawidłową pracę budowli piętrzącej. Minimalny poziom piętrzenia jest wymieniany jako jeden z podstawowych parametrów w dokumentacji wodno-prawnej dotyczącej wszystkich zbiorników posiadających możliwość piętrzenia wody, a jest określany w metrach nad poziomem morza (m n.p.m.) i podawany z dokładnością do 1 cm.